# Sophia Duleep Singh
La princesa Sophia Alexandrovna Duleep Singh (Suffolk, Anglaterra, 8 d'agost de 1876 - Buckinghamshire, 22 d'agost de 1948) va ser una prominent sufragista del Regne Unit. Pionera en la lluita pels drets de les dones al Regne Unit, és principalment coneguda pel seu paper en la Women's Tax Resistance League (Lliga de Resistència Fiscal de les Dones) i la seva participació en altres grups per al sufragi femení, com la Women's Social and Political Union, WSPU (Unió Social i Política de les Dones).
La seva vida reflecteix l'evolució d'algunes dones aristòcrates de la societat britànica, seguidores de la moda europea i amb una vida frívola, vivint en un dels diversos apartaments de gràcia i favor que la reialesa oferia a parents d’homes que s’havien martiritzat en la causa colonial, que acaben assumint successivament nous hàbits, propis del canvi de segle, i després reivindicacions de justícia i defensa dels drets humans, accions de suport humanitari i fins i tot actituds en certa manera revolucionàries.

## Primers anys
Sophia Duleep Singh va néixer el 8 d'agost de 1876 a Belgravia, Londres, i va viure a Suffolk. Va ser la tercera filla del maharajà Duleep Singh (últim maharajà de l'Imperi Sikh) i la seva primera esposa, Bamba Müller, que era filla de Ludwig Müller, un banquer alemany, i Sofia, la seva amant, d'ascendència abisinia. Singh combinava així ascendència índia, europea i africana amb una educació aristocràtica britànica.
El seu pare havia estat forçat a abdicar el seu regne a la Companyia Britànica de les Índies Orientals als 11 anys i donar el diamant Koh-i-Noor a Lord Dalhousie. Obligat pels britànics a l'exili de l'Índia quan tenia 15 anys, va viatjar a Anglaterra, on la reina Victòria es va encarregar de les seves despeses. A Londres, Duleep Singh es va convertir al cristianisme. Posteriorment, tornaria al sikhisme i donaria suport a la independència de l'Índia en adonar-se que havia estat enganyat i podria tenir un imperi. El 1886, el seu pare va intentar tornar amb la família a l'Índia, la qual cosa suposava un enfrontament amb el govern britànic; van ser detinguts a Aden. Poc després, als 10 anys, Singh va contreure febre tifoidea. Mentre la cuidava, la seva mare se'n va encomanar i va morir. El 31 de maig de 1889, el seu pare es va casar de nou i va tenir dues filles.
Sophia Duleep Singh tenia quatre germanes, incloses dues mig germanes, i quatre germans, entre els quals hi havia els que tingueren més relació amb ellaː Frederick, Catherine Hilda i Bamba Duleep Singh. La reina Victoria sentia afecte per Duleep Singh i la seva família, especialment per Sofia, que era la seva fillola, i la va animar, tant a ella com a les seves germanes, a integrar-se en l'alta societat. Singh va desenvolupar interès per la fotografia, el ciclisme, els concursos de gossos de raça i la moda parisenca.
El 1893 el seu pare va morir en un hotel de París a l'edat de 55 anys. Singh va heretar-ne una fortuna quantiosa i, el 1898, la reina Victoria li va concedir un apartament "de gràcia i favor" a Faraday House, Hampton Court.
El govern britànic va disminuir la seva vigilància sobre la tímida, silenciosa i afligida Singh, i ella va viatjar d'amagat a l'Índia amb la seva germana Bamba per acudir a la Delhi Durbar de 1903. Durant un posterior viatge a Índia el 1907, va visitar Amritsar, ciutat sagrada dels sikhs, i Lahore, capital de l'imperi sikh iniciat pel seu avi, i va conèixer part de la seva família. Aquesta estada va suposar un punt d'inflexió en la seva vida, en conèixer la realitat de la pobresa i també el que la seva família havia perdut en sotmetre's al govern britànic. Durant la seva visita, es va relacionar amb activistes indis per la llibertat com Gopal Krishna Gokhale i Lala Lajpat Rai, als quals expressà el seu suport. Singh admirava Rai, i la seva detenció i empresonament per part dels britànics sota "càrrecs de sedició" va posar Singh en contra de l'imperi.
En 1909, el seu germà va comprar Blo' Norton Hall a South Norfolk per a ell i una casa a Blo' Norton, Thatched Cottage, per a les seves germanes. Aquest any, Singh va ser convidada a una festa de comiat a l'hotel Westminster Palace en honor de Mahatma Gandhi. Bamba Duleep Singh, la germana gran de Singh, es va casar amb el doctor David Waters Sutherland, director de la King Edward's Medical College a Lahore.

## Maduresa i activisme

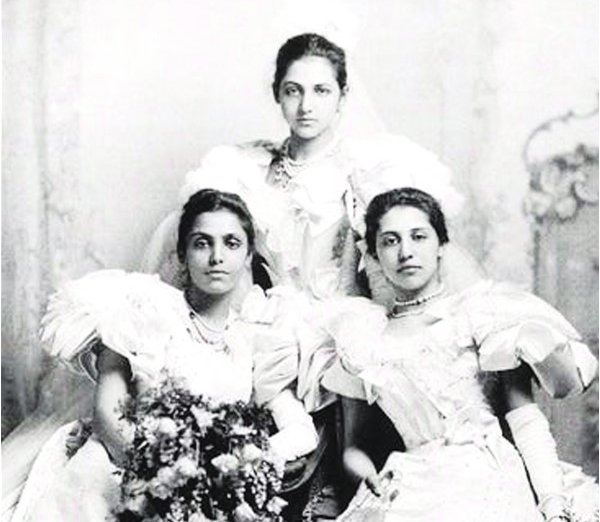
Sophia Duleep Singh (dreta), amb les seves germanes Bamba i Catherine en el seu debut a Buckingham Palace, el maig de 1895

Després de tornar de l'Índia el 1909, Singh es va unir a la Women's Social and Political Union (WSPU) amb l'apadrinament d'Una Dugdale, amiga de les germanes Pankhurst. Emmeline Pankhurst havia cofundat la Women's Franchise League (Lliga per al Sufragi de les Dones) el 1889. El 1909, Singh era una prominent activista del moviment pel sufragi de les dones, finançava grups de sufragistes i encapçalant la causa.
D'altra banda es va fer objectora fiscal i es negava a pagar certs impostos, així doncs fou una infractora de les lleis per a desesperació del rei George V, que la tenia sota la seva protecció.
Encara que el seu principal objectiu eren els drets de les dones a Anglaterra, Singh i les seves companyes sufragistes també van promoure moviments similars a les colònies. Apreciava la seva herència índia, però no se sentia lligada a una única nació i donava suport a la causa de les dones en diferents països. El seu títol de princesa va ser-li útil.
El 18 de novembre de 1910, Singh, Emmeline Pankhurst, Marjorie Hasler i altres activistes es van presentar a la Cambra dels Comuns amb la intenció de reunir-se amb el primer ministre H. H. Asquith. El secretari d'Estat va ordenar-ne l'expulsió i moltes de les dones van ser ferides. L'incident s'arribaria a conèixer com a Black Friday («Divendres Negre»).
Al principi, Singh mantenia un perfil baix; el 1911 evitava parlar en públic o en les reunions de la Women's Social and Political Union. Singh acabaria intervenint-hi i adoptant actituds més actives i combatives.
Singh va autoritzar una subhasta de les seves pertinences per a benefici de la Women's Tax Resistance League. Va sol·licitar subscripcions per a la causa, i va ser fotografiada venent el periòdic The Suffragette a la porta de casa seva.
Es va fer revolucionària, estava a favor de la producció de bombes, i donava suport a l'anarquia a la Gran Bretanya. Malgrat les seves activitats com a sufragista, mai va ser arrestada potser per no convertir-la en una màrtir.
Durant la Primera Guerra Mundial, Singh va donar suport inicialment als soldats indis i lascars que treballaven en l'armada britànica i es va unir a una marxa de protesta de 10.000 dones contra la prohibició del voluntariat femení. Es va presentar voluntària com a infermera a la British Red Cross Voluntary Aid Detachment («Destacament d’ajuts voluntaris de la Creu Roja Britànica»), i treballà en un hospital militar auxiliar a Isleworth des d'octubre de 1915 fins a gener de 1917. Va atendre soldats indis ferits que havien estat evacuats des del Front Occidental.
Després de la promulgació el 1918 de la «Llei de representació del poble», que permetia votar a les dones més grans de 30 anys, Singh es va unir a la Suffragette Fellowship (Comunitat Suffragette) i en va ser membre fins a la seva mort. Va crear tendència a Anglaterra i Nova Delhi amb la seva organització del Dia de la Bandera per a les tropes índies aquest any. El setembre del 1919, Singh va allotjar soldats indis a Faraday House. Cinc anys més tard, va fer el seu segon viatge a l'Índia amb Bamba i el coronel Sutherland. Singh va visitar Caixmir, Lahore, Amritsar i Uria, on multituds es van desplaçar per veure les filles de l'antic maharajà. Aquesta visita va impulsar el sufragi femení a Índia.
Singh va rebre una placa d'honor al costat d'Emmeline Pankhurst en el moviment sufragista. El seu únic objectiu en la vida era l'avanç de les dones.

## Mèrits
El 1928, es va atorgar un consentiment reial a la Llei d'Igualtat, que permetia a les dones més grans de 21 anys votar en igualtat amb els homes. En l'edició de 1934 de Who's Who, Singh descriu «the advancement of women» («l'avanç de les dones») com el propòsit de la seva vida. Va donar suport a diferents causes d'igualtat i justícia i va jugar un significatiu paper en un moment crucial de la història d'Anglaterra i Índia.

## Mort
Singh va morir mentre dormia el 22 d'agost de 1948 a Colehatch House, a Penn, Buckinghamshire, una antiga residència de la seva germana Catherine, i va ser incinerada. Abans de morir, havia expressat el seu desig de ser cremada d'acord als ritus sikhs i que les seves cendres fossin escampades a l'Índia.

## Reconeixement pòstum
Singh apareix en l'emissió de segells commemoratius Vot per a les dones de febrer de 2018.
El seu nom i retrat (al costat dels d'altres 58 activistes pels drets de la dona) estan inscrits en el pedestal de l'estàtua de Millicent Fawcett a Parliament Square, Londres, inaugurada a l'abril de 2018.
El documental Sophia: Suffragette Princes (2015) tracta la seva persona i apareix a No Man Shall Protect Us: The Hidden History of the Suffragette Bodyguards (2018), encarnada per l'actriu Aila Peck.

## Altres fonts
- Rozina Visram, "Duleep Singh, Princess Sophia Alexandra (1876–1948)", Oxford Dictionary of National Biography, Oxford University Press, setembre de 2004